# Бриньольв Бьярнасон
Бри́ньольв Бья́рнасон (исл. Brynjólfur Bjarnason, 26 мая 1898 — 16 апреля 1989) — исландский левый политический деятель, член политбюро Коммунистической партии Исландии (1930), генеральный секретарь Партии народного единства — Социалистической партии, более известной как Единая социалистическая партия Исландии (1938), министр образования.
По образованию педагог. Учился в Университете Копенгагена; находясь в 1923 году в Берлине, стал коммунистом. Вернувшись на родину, работал учителем.
Был основателем и первым генсеком Компартии Исландии. В 1935 году участвовал в 7-м конгрессе Коминтерна. После объединения коммунистов с левыми социалистами, вышедшими из Социал-демократической партии Исландии, возглавил созданную ЕСПИ. В 1942 году избран в парламент. В 1944—1947 годах — министр образования в одном из первых западных правительств, включавших представителей коммунистов (кабинет Олафура Торса).
После ухода с правительственных постов написал ряд книг по философии.